# Dana Rohrabacher
Cet article possède un paronyme, voir Rohrbacher.
Dana Tyrone Rohrabacher, né le 21 juin 1947 à Coronado (Californie), est un homme politique américain, élu républicain de Californie à la Chambre des représentants des États-Unis de 1989 à 2019.

## Biographie

### Études et conseiller de Reagan

Rohrabacher et Reagan à bord de l'Air Force One en 1986.

Dana Rohrabacher est originaire du comté de San Diego en Californie. Il est diplômé de l'université d'État de Californie à Long Beach et de l'université du Sud de la Californie. Journaliste, il rejoint l'équipe de Ronald Reagan pendant les campagnes présidentielles de 1976 et 1980.
Durant la présidence de Reagan, il assiste le Président et écrit certains de ses discours. Il est considéré comme l'un des artisans de la doctrine Reagan, visant à soutenir les mouvements armés s'opposant à l'influence soviétique.

### Représentant des États-Unis
En 1988, il est élu à la Chambre des représentants des États-Unis dans le 42e district de Californie, dans le comté d'Orange, avec 64 % des voix face au démocrate Guy Kimbrough. Peu après son élection, il part combattre une semaine aux côtés de Moudjahids dans la guerre d'Afghanistan face aux Soviétiques,. Il affronte à nouveau Kimbrough en 1990 et réunit 59 % des suffrages. En 1992, il est réélu dans le 45e district avec 54,5 % des voix. Lors des quatre élections suivantes, il est reconduit par plus de 58 % des électeurs. Candidat dans le 46e district de 2002 à 2010, il est réélu avec des scores compris entre 59 et 63 % des voix (sauf en 2008 : 52,5 %). À partir de 2012, il représente le 48e district et est réélu avec plus de 60 % des suffrages.
En 2016, Rohrabacher est facilement réélu avec 17 points d'avance sur son adversaire démocrate, mais Hillary Clinton remporte son district de deux points à la présidentielle. À l'approche des élections de 2018, Rohrabacher est considéré comme en danger dans une circonscription de moins en moins conservatrice, où ses soutiens à Donald Trump et la Russie semblent impopulaires,,. En juin 2018, Rohrabacher arrive en tête de la primaire mais ne reçoit qu'environ 30 % des voix, le plus faible score de Californie pour un élu sortant. Il affronte en novembre le démocrate Harley Rouda, qui devance de 125 voix le principal adversaire républicain de Rohrabacher, Scott Baugh, ancien président du parti dans le comté d'Orange. Au total, les différents candidats républicains rassemblent 53 % des suffrages lors de cette primaire. Les sondages pour l'élection générale donnent le sortant et son concurrent démocrate au coude-à-coude. En novembre, Rohrabacher est finalement battu par Rouda, qui le devance de 7 points.

## Positions politiques et travail législatif
Dana Rohrabacher est un républicain particulièrement conservateur. Il tient notamment une ligne dure sur les questions d'immigration et nie le consensus scientifique sur le réchauffement climatique, estimant que le changement climatique est peut-être dû aux « flatulences des dinosaures »,. En 2018, il perd le soutien de l'association nationale des agents immobiliers après avoir affirmé que les propriétaires avaient le droit de refuser de vendre leur logement à des personnes homosexuelles.
Durant sa carrière, il est toutefois un fervent partisan de légalisation du cannabis. Il corédige en 2014 un amendement interdisant à l'État fédéral d'utiliser des fonds publics pour poursuivre des vendeurs de cannabis thérapeutique dans les États où la pratique est légale. Il participe également à la création du Cannabis Caucus au Congrès.
Dana Rohrabacher est également connu pour ses sympathies affichées vis-à-vis de la Russie et ses actions en vue de la levée ou de l'adoucissement des sanctions américaines qui frappent ce pays ou des personnalités russes. La presse va jusqu'à parfois le surnommer le « membre du Congrès préféré de Moscou ». Le FBI l'aurait averti que la Russie le considérait comme un atout et lui aurait donné un nom de code,. En 2017, la commission des affaires étrangères de la Chambre des représentants limite ses possibilités de déplacement pour le compte de la commission, par crainte de conflits d'intérêts avec la Russie. Deux ans plus tard, il demande la démission du ministre de la justice Jeff Sessions pour son refus de renvoyer Robert Mueller qui enquête alors sur l'affaire du Russiagate.

## Historique électoral

### Chambre des représentants des États-Unis
| Année | Dana Rohrabacher | Démocrate | PFP    | Libertarien | Indépendant | NLP    | Vert   |
| ----- | ---------------- | --------- | ------ | ----------- | ----------- | ------ | ------ |
| Année |                  |           |        |             |             |        |        |
| 1988  | 64,24 %          | 33,01 %   | 2,75 % | —           | —           | —      | —      |
| 1990  | 59,34 %          | 36,46 %   | —      | 4,20 %      | —           | —      | —      |
| 1992  | 54,50 %          | 38,99 %   | —      | 6,51 %      | —           | —      | —      |
| 1994  | 69,10 %          | 30,90 %   | —      | —           | —           | —      | —      |
| 1996  | 60,98 %          | 33,24 %   | —      | 4,29 %      |             | 1,49 % | —      |
| 1998  | 58,65 %          | 37,33 %   | —      | 2,70 %      | —           | 1,32 % | —      |
| 2000  | 62,12 %          | 32,39 %   | —      | 3,83 %      | —           | 1,66 % | —      |
| 2002  | 61,73 %          | 34,54 %   | —      | 3,68 %      | 0,05 %      | —      | —      |
| 2004  | 61,92 %          | 32,57 %   | —      | 1,81 %      | —           | —      | 3,70 % |
| 2006  | 59,56 %          | 36,69 %   | —      | 3,74 %      | —           | —      | —      |
| 2008  | 52,52 %          | 43,08 %   | —      | 1,51 %      | —           | —      | 2,89 % |
| 2010  | 62,20 %          | 37,79 %   | —      | —           | 0,01 %      | —      | —      |
| 2012  | 60,98 %          | 39,02 %   | —      | —           | —           | —      | —      |
| 2014  | 64,12 %          | 35,88 %   | —      | —           | —           | —      | —      |
| 2016  | 58,32 %          | 41,68 %   | —      | —           | —           | —      | —      |
| 2018  | 46,45 %          | 53,55 %   | —      | —           | —           | —      | —      |